# Leptostylus orbiculus
Leptostylus orbiculus là một loài bọ cánh cứng trong họ Cerambycidae.